# 陕西省历史文化名城
陕西省现有省级历史文化名城16处。
截至2014年，陕西省拥有省级历史文化名城11处：
- 黄陵
- 凤翔
- 乾县
- 三原
- 蒲城
- 华阴
- 城固
- 勉县
- 府谷
- 神木
- 佳县

第五批陕西省历史文化名城，于2022年12月22日公布，共3个：
- 子长市
- 绥德县
- 旬阳市

第六批陕西省历史文化名城，于2023年12月17日公布，共2个
- 富平县
- 米脂县